# Apogonidae
La famiglia Apogonidae comprende 332 specie di pesci d'acqua salata, appartenenti all'ordine Gobiiformes.

## Distribuzione e habitat
Questi pesci sono diffusi in tutti gli oceani e nei mari tropicali e subtropicali.

## Descrizione
La forma tipica del corpo è tozza e corta oppure magra e allungata (a seconda delle specie), con grandi occhi e bocca che occupa i 3/4 della testa. Due pinne dorsali, la prima con raggi più robusti. Peduncolo caudale stretto, coda biforcuta.
Sono piccoli pesci, di circa 7-10 cm di lunghezza (20 cm in alcune specie), con comportamenti predatori notturni; durante il giorno preferiscono nascondersi tra le rocce o i coralli.

## In Italia
La specie più comune nelle acque italiane è Apogon imberbis ovvero il Re di triglie o Pesce cardinale, dalla colorazione rossastra, noto per l'originale strategia riproduttiva, perché durante la cova i maschi tengono le uova in bocca fino alla schiusa.

## Acquariofilia
Non è possibile descrivere uniformemente una livrea, in quanto sono molto diversificate tra loro. Tuttavia esistono alcune specie particolarmente attraenti che hanno attirato l'interesse degli acquariofili: si segnalano tra gli altri i più diffusi
- Apogon compressus
- Apogon maculatus dal colore rosso intenso
- Pterapogon kauderni dall'elegante colorazione biancobruna.
- Sphaeramia nematoptera dalla singolare livrea a fasce giallo-bruna-bianca a pois bruni

## Sottofamiglie e generi
- sottofamiglia Apogoninae
  - genere Apogon Lacepède, 1801

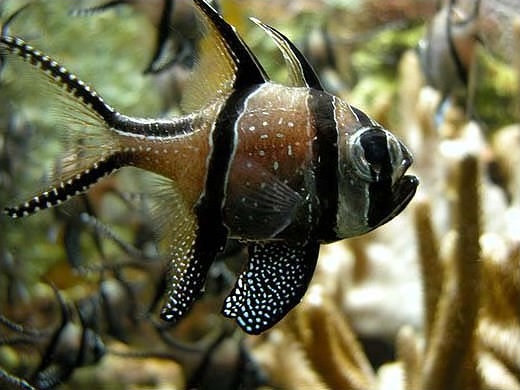
Pterapogon kauderni

  - genere Apogonichthys Bleeker, 1854
  - genere Archamia Gill, 1863
  - genere Astrapogon Fowler, 1907
  - genere Cercamia Randall & Smith, 1988
  - genere Cheilodipterus Lacepède, 1801
  - genere Coranthus Smith, 1961
  - genere Foa Jordan & Evermann in Jordan & Seale, 1905
  - genere Fowleria Jordan & Evermann, 1903
  - genere Glossamia Gill, 1863
  - genere Holapogon Fraser, 1973
  - genere Jaydia Smith, 1961
  - genere Lachneratus Fraser & Struhsaker, 1991
  - genere Neamia Smith & Radcliffe in Radcliffe, 1912
  - genere Phaeoptyx Fraser & Robins, 1970
  - genere Pterapogon Koumans, 1933
  - genere Quinca Mees, 1966[1]
  - genere Rhabdamia Weber, 1909
  - genere Siphamia Weber, 1909
  - genere Sphaeramia Fowler & Bean, 1930
  - genere Vincentia Castelnau, 1872
- sottofamiglia Pseudaminae
  - genere Gymnapogon Regan, 1905
  - genere Paxton Baldwin & Johnson, 1999
  - genere Pseudamia Bleeker, 1865
  - genere Pseudamiops Smith, 1954